# Charlotte Hope
Charlotte Hope (Salisbury, 14 oktober 1991) is een Britse actrice.

## Carrière
Hope begon in 2010 met acteren in de televisieserie Casualty, waarna zij nog meerdere rollen speelde in televisieseries en films. 
Hope speelde in 2015 mee in de videoclip van Olly Murs in het lied Beautiful to Me.

## Filmografie

### Films
- 2018 The Nun - als zuster Victoria
- 2017 Three Christs - als Becky
- 2017 Diana and I - als Sophie Lewis
- 2016 Allied - als Louise
- 2016 A United Kingdom - als Olivia Lancaster
- 2015 North v South - als Willow Clarke
- 2015 Miss You Already - als Jess (als tiener)
- 2014 Marked - als Primrose
- 2014 Testament of Youth - als Betty
- 2014 The Theory of Everything - als Philippa Hawking
- 2013 The Invisible Woman - als jonge prostituee
- 2012 Les Misérables - als fabrieksmedewerkster

### Televisieseries
Uitgezonderd eenmalige gastrollen.
- 2023 Catch Me A Killer - als Micki Pistorius - 10 afl.
- 2019-2020 The Spanish Princess - als Catherine of Aragon - 16 afl.
- 2020 The English Game - als Margaret Alma Kinnaird - 6 afl.
- 2020 Bancroft - Annabel Connors - 3 afl.
- 2013-2016 Game of Thrones - als Myranda - 8 afl.
- 2014 The Musketeers - als Charlotte Mellendorf - 2 afl.
- 2013 Whitechapel - als Josie Eagle - 2 afl.
- 2012-2013 Holby City - als Elinor Campbell - 3 afl.
- 2011 Waking the Dead - als Abigail Harding - 2 afl.

- Gemeinsame Normdatei: 1195497156
- International Standard Name Identifier: 0000 0000 3942 1997
- Library of Congress Control Number: nb98021802
- Virtual International Authority File: 73345731
- WorldCat: E39PBJcc8yCFTx4fKRgccVBwYP